# 川根町
川根町（日语：／ Kawane chō */?）為位于静岡縣中部的町。以川根茶而聞名。已於2008年4月1日併入島田市。